# هيبارخوس (ابن بيسيستراتوس)

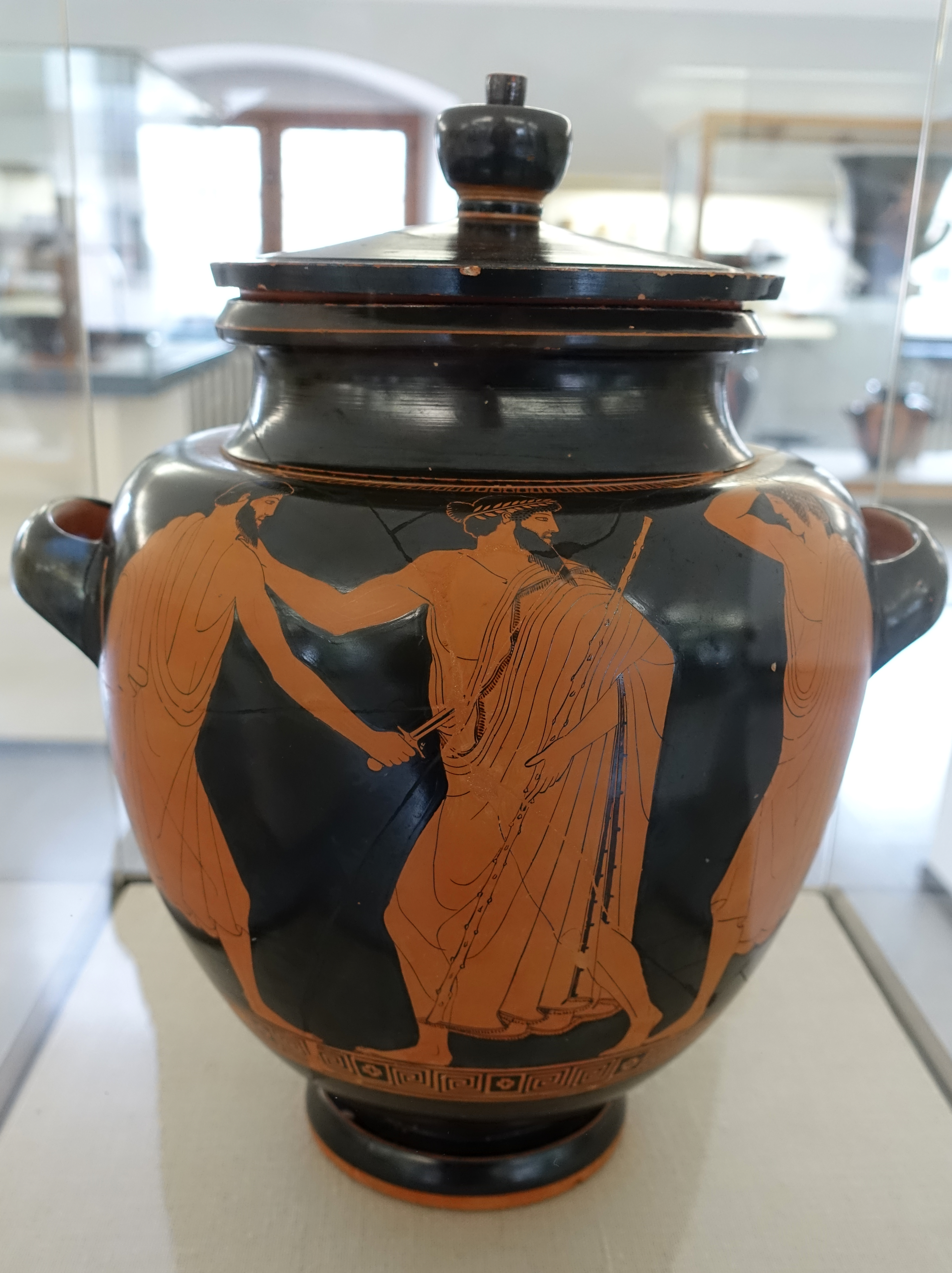
وفاة الطاغية هيبارخوس، من قبل الرسام سيريكسوس، 475-470 ق.م

هيبارخوس أو هيبارخ ((باليونانية: Ἵππαρχος)‏، توفي 514 ق.م) كان عضوا في الطبقة الحاكمة في أثينا. كان واحدا من أبناء بيسيستراتوس. كان طاغية مدينة أثينا من 528/7 ق.م حتى اغتياله من قبل قاتلي الطغاة (Tyrannicide)، هاروموديس و أرستوجياتين في 514 ق.م.

## حياته
قال بعض الكتاب اليونانيين أن هيبارخوس كان طاغية أثينا، إلى جانب شقيقه هيبياس، بعد وفاة بيسيستراتوس، في حوالي 528/7 ق.م. كلمة الطاغية تعني حرفياً «الشخص الذي يأخذ السلطة بالقوة»، على عكس الحاكم الذي ورث النظام الملكي أو تم اختياره بطريقة ما. لا يحمل المصطلح أي ازدراء (Pejorative) خلال الفترات القديمة والكلاسيكية. ومع ذلك، وفقا لـ ثوسيديديس، كان هيبياس «الطاغية» الوحيد. تمتع كل من هيبارخوس وهيبياس بالدعم الشعبي من الناس. كان هيبارخوس راعياً للفنون. كان هيبارخوس الذي دعا سيمونيدس سيوس إلى أثينا.

## روابط خارجية
- Hipparchus Inscription علي demonax.info